# Grieskirchen (gemeente)
Grieskirchen is een gemeente in de Oostenrijkse deelstaat Opper-Oostenrijk, gelegen in het district Grieskirchen (GR). De gemeente heeft ongeveer 4800 inwoners.

## Geografie
Grieskirchen heeft een oppervlakte van 12 km². Het ligt in het centrum van het district Opper-Oostenrijk, in het noorden van Oostenrijk en niet ver van de grens met Duitsland.

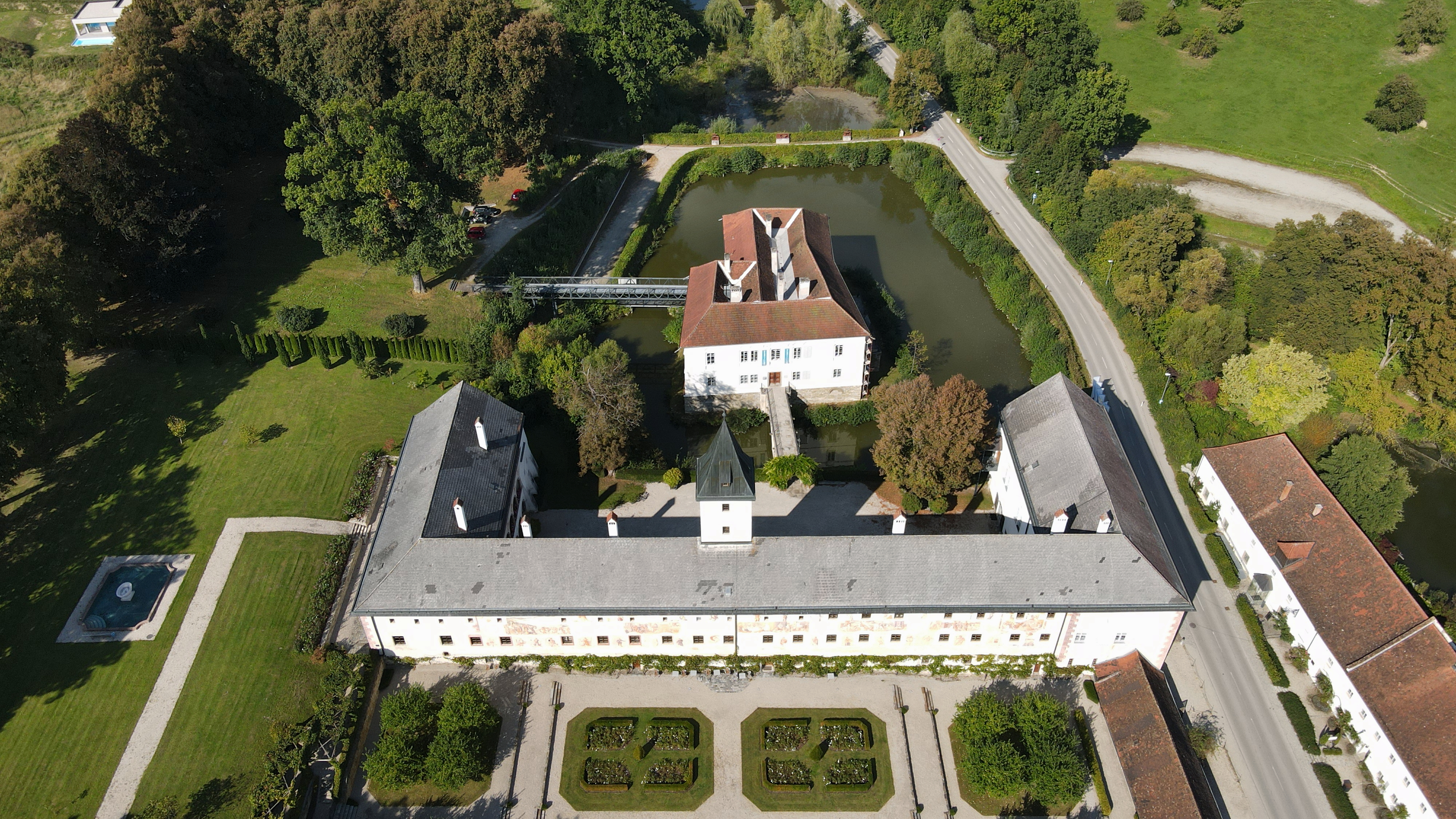
Parz-kasteel

Aistersheim · Bad Schallerbach · Eschenau im Hausruckkreis · Gallspach · Gaspoltshofen · Geboltskirchen · Grieskirchen · Haag am Hausruck · Heiligenberg · Hofkirchen an der Trattnach · Kallham · Kematen am Innbach · Meggenhofen · Michaelnbach · Natternbach · Neukirchen am Walde · Neumarkt im Hausruckkreis · Peuerbach · Pollham · Pötting · Pram · Rottenbach · Schlüßlberg · St. Agatha · St. Georgen bei Grieskirchen · St. Thomas · Steegen · Taufkirchen an der Trattnach · Tollet · Waizenkirchen · Wallern an der Trattnach · Weibern · Wendling
- Gemeinsame Normdatei: 4093989-3
- Library of Congress Control Number: n89146595
- MusicBrainz: fd9bee69-86e7-4cd1-ac70-b48b86db1d45
- Nationale Bibliotheek van Tsjechië: ge765095
- Nationale Bibliotheek van Israël: 987007565023805171
- Virtual International Authority File: 158395967